# Oncaea prolata
Oncaea prolata är en kräftdjursart som beskrevs av Heron 1977. Oncaea prolata ingår i släktet Oncaea och familjen Oncaeidae. Inga underarter finns listade i Catalogue of Life.